# ニコール・アンリオ＝シュヴァイツァー
ニコール・アンリオ＝シュヴァイツァー（Nicole Henriot-Schweitzer, 1925年11月25日 - 2001年2月4日）は、フランス出身のピアノ奏者。
パリにニコール・アンリオ（Nicole Henriot）として生まれる。パリ音楽院でマルグリット・ロンにピアノを学び、1938年に一等賞を得て卒業した。1939年にリュクサンブールのフォーレ国際コンクールで優勝したが、本格的な演奏活動は第二次世界大戦後まで持ち越されることとなった。戦時中はレジスタンス活動に協力している。1948年にシャルル・ミュンシュの指揮するニューヨーク・フィルハーモニック交響楽団の演奏会でアメリカ・デビューを飾り、以後ミュンシュのお気に入りのピアニストとしてしばしば共演するようになった。
1958年にアルベルト・シュヴァイツァーの甥であるジャン＝ジャック・シュヴァイツァーと結婚。1970年にリエージュ音楽院の教授となり、その後ブリュッセル音楽院でも教鞭をとるようになった。
ルーヴシエンヌにて没。